# Cordillera del Karakórum
La cordillera del Karakórum (del turco: "pedregal negro") es situada en la frontera entre Pakistán (Gilgit-Baltistán), la India (Ladakh, en el estado Jammu y Cachemira) y China (región autónoma uigur de Sinkiang). Tiene una longitud de unos 500 km y es la región del mundo con más glaciares fuera de las regiones polares. Cinco de las catorce cumbres de más de 8000 m que existen en la Tierra se encuentran en esta cordillera.
Está rodeada, al este por la meseta Aksai Chin, al noreste por el límite de la meseta tibetana, y al norte por los valles de los ríos Yarkand y Karakash, más allá de los cuales se encuentran las montañas Kunlun. En la esquina noroeste están las montañas de la cordillera del Pamir. El límite meridional del Karakórum está formado, de oeste a este, por los ríos Gilgit, Indo y Shyok, que separan la cordillera del extremo noroeste de la cordillera del Himalaya. Estos ríos fluyen hacia el noroeste antes de dar un giro abrupto hacia al suroeste, hacia las llanuras de Pakistán. Aproximadamente en el centro de la cordillera del Karakórum está el puerto de Karakórum, que es parte de una histórica ruta de comercio entre Ladakh y Yarkand, ahora inactiva.
El Karakórum y los Himalayas son importantes para las investigaciones sobre la Tierra por diversas razones. Son una de las zonas del mundo de mayor actividad geológica, ya que están situadas en la zona en la que chocan dos continentes, Asia y el subcontinente indio. Además, son importantes para el estudio de las placas tectónicas debido al choque de las placas Euroasiática e Índica. Los glaciares de las montañas sirven como indicadores del cambio climático.

## Véase también

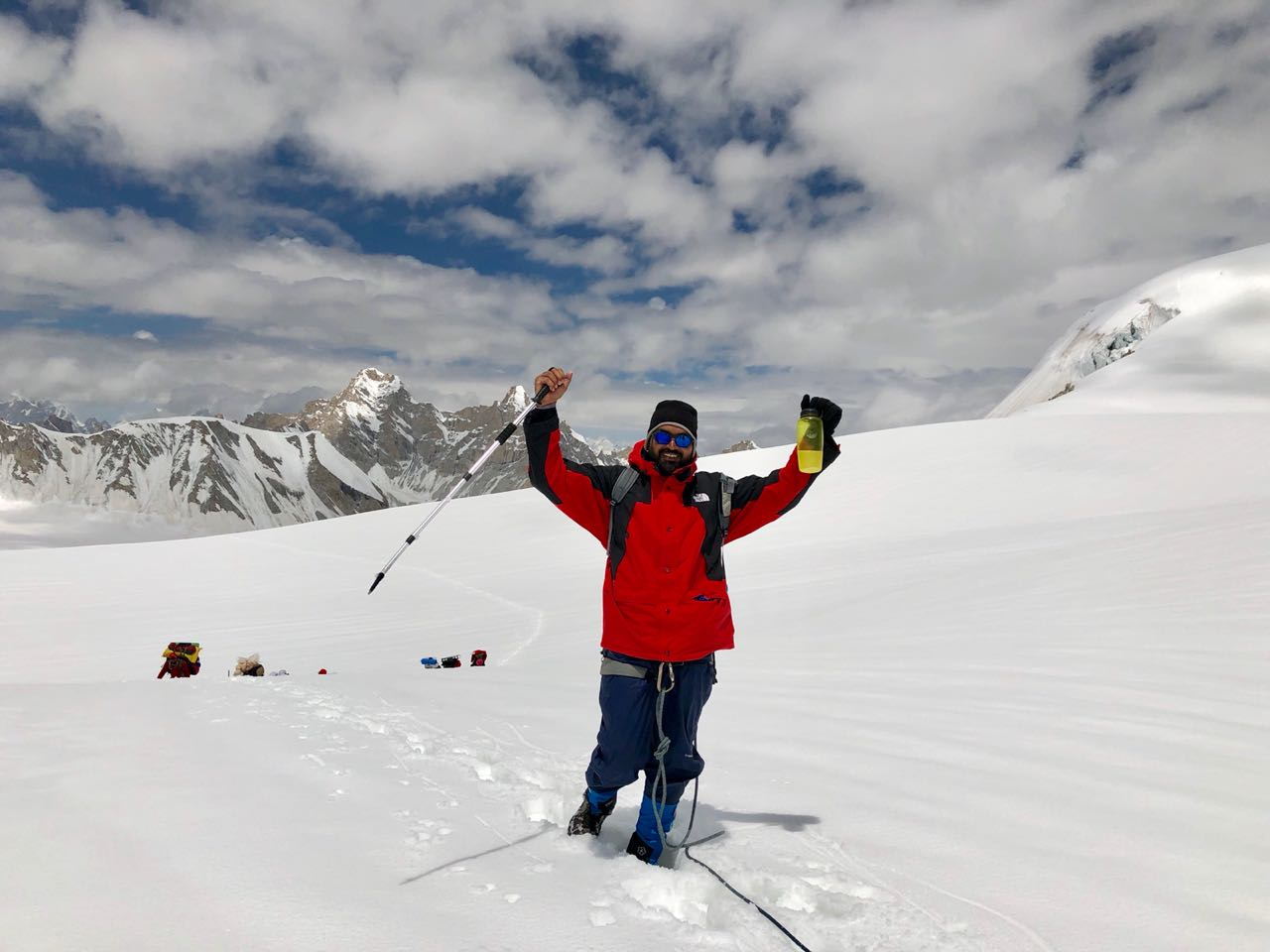
Un alpinista celebrando atravesar el Paso West Muztag, en 2019.

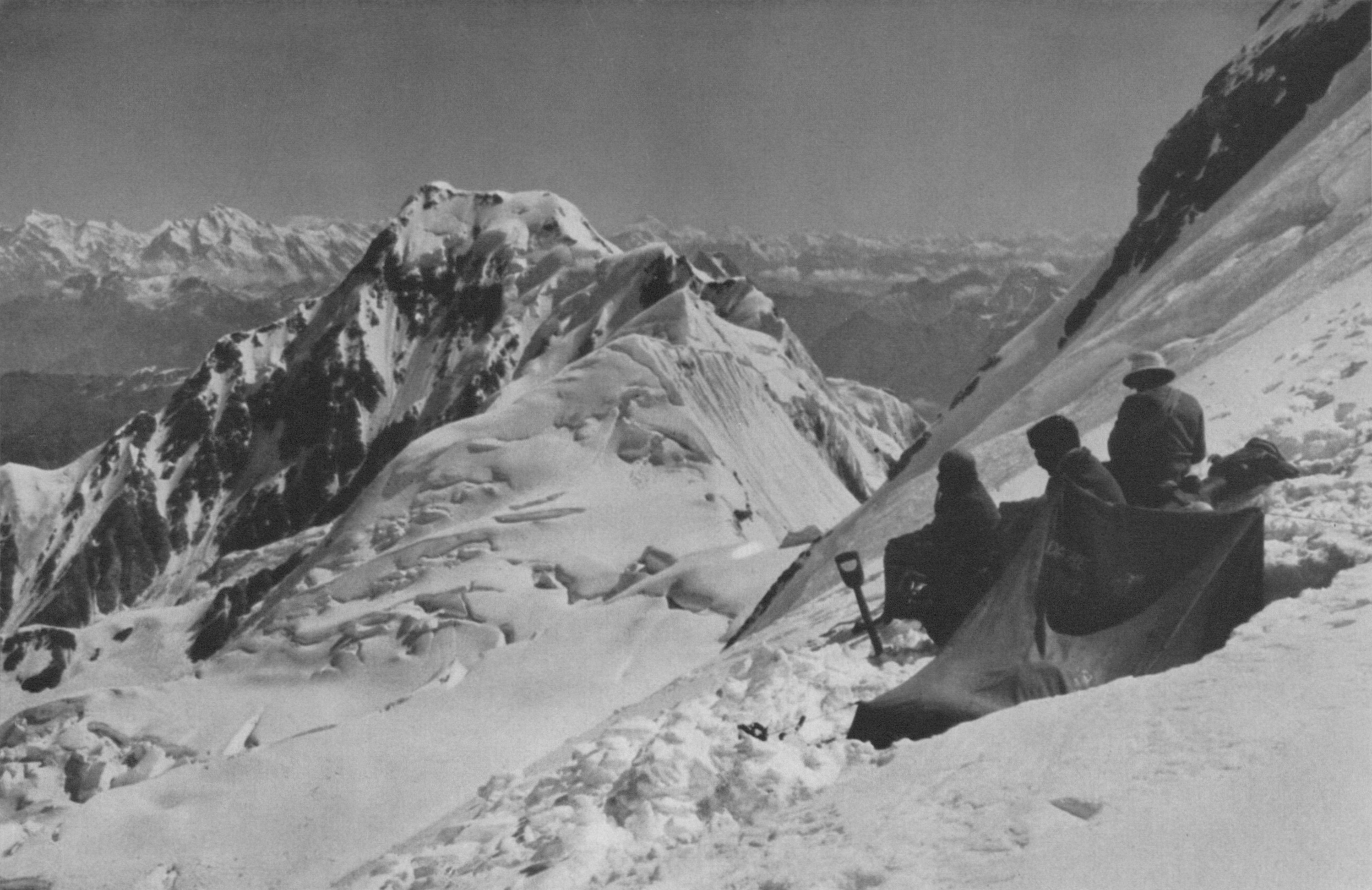
Sobre la cara Rakhiot del Nanga Parbat, vista hacia el norte: el pico Chongra en primer plano; al fondo: el pico Malubiting y el Haramosh a la izquierda, y el pico Kanjut Sar en el centro de la imagen (a la derecha del Chongra). Fotografía de Willy Merkl de 1932.

## Referencias

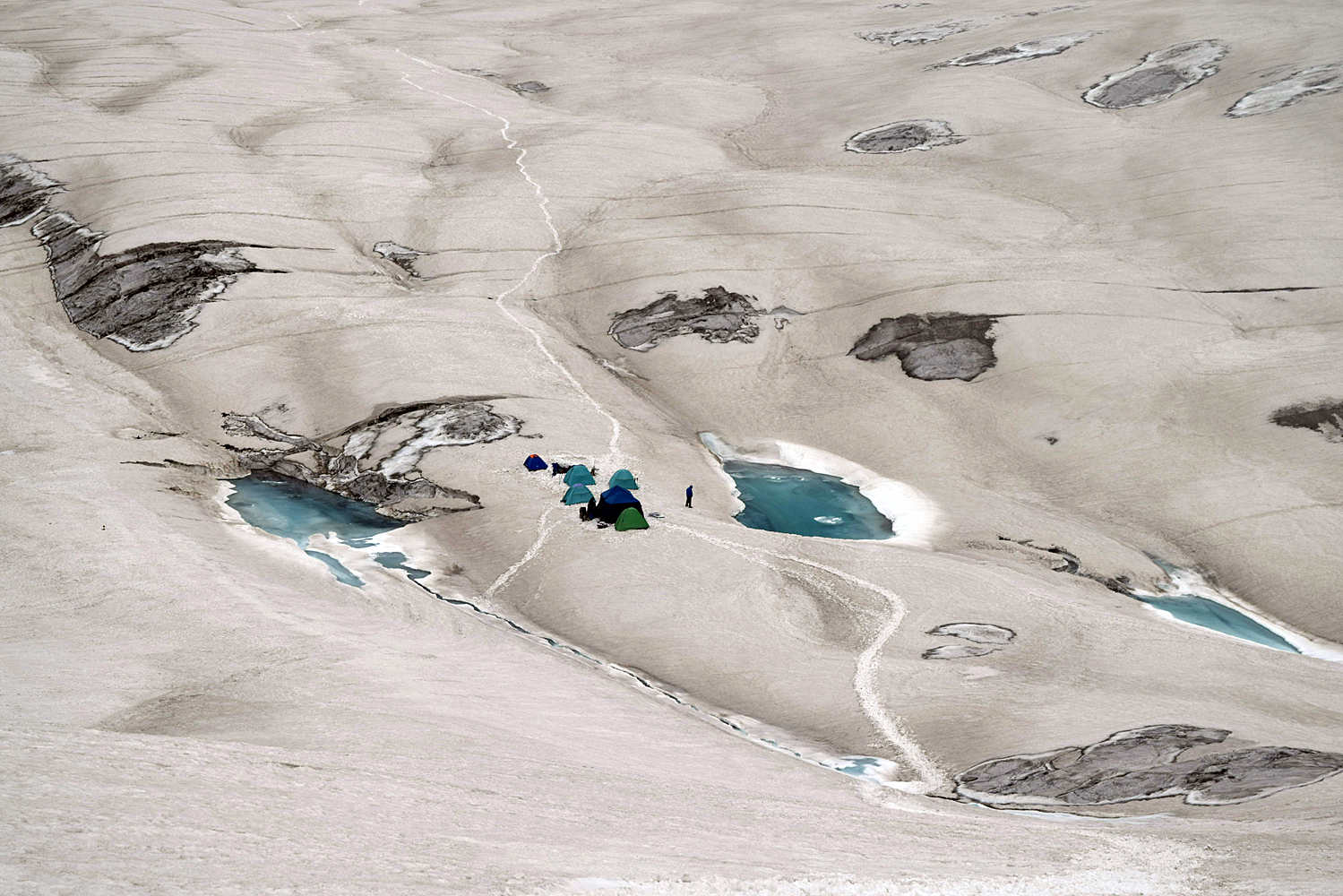
El Glaciar Hispar, un glaciar de 49 km de longitud. Se ve un campo base de una expedición, en 2015.

## Nombre
Karakórum es un término turco que significa «pedregal negro». Los comerciantes centroasiáticos aplicaron originalmente el nombre al puerto de Karakórum. Los primeros viajeros europeos, incluidos William Moorcroft y George Hayward, comenzaron a usar el término para la cordillera de montañas al oeste del paso, aunque también usaron el término Muztagh (que significa «Montaña de Hielo») para la cordillera ahora conocida como Karakórum. La terminología posterior fue influenciada por el Gran Proyecto de Topografía Trigonométrica, cuando en la década de 1850 el topógrafo Thomas George Montgomerie etiquetó de K1 a K6 (K de Karakórum) seis grandes montañas visibles desde su estación en el monte Haramukh, en Cachemira.
En textos sánscritos antiguos (Puranas) se usa el nombre Krishnagiri (Montañas negras) para describir la cordillera.

## Exploración

Valle de Hunza en la región de Gilgit-Baltistán administrado por Pakistán.

Dada su altitud y dureza, el Karakórum está mucho menos habitado que la cordillera del Himalaya. Los exploradores europeos llegaron por primera vez a principios del siglo XIX y fueron seguidos por los topógrafos británicos en 1856.
El paso Muztagh fue cruzado en 1887 por una expedición encabezada por el coronel Francis Younghusband y, los valles situados sobre el río Hunza fueron explorados en 1892 por el general sir George K. Cockerill. Las exploraciones que se realizaron en las décadas de 1910 y 1920 sirvieron para conocer gran parte de la geografía de la región.

## Geología y glaciares

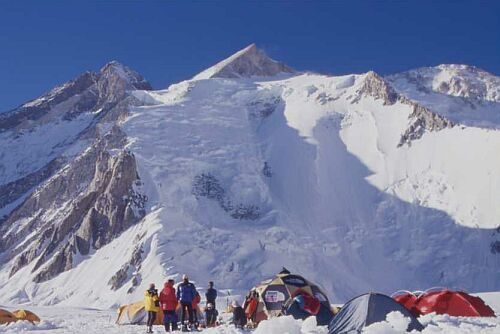
Gasherbrum II (8.035 m), Campamento alto a 5.900 m de altitud.

El Karakórum está en una de las áreas geológicamente más activas del mundo, en el límite de la placa Indoaustraliana y la Euroasiática. Una parte significativa, del 28 al 50 %, que cubre un área de más de 15 000 km² está mucho más glaciada, comparada con el Himalaya (8-12 %) y los Alpes (2.2 %). Los glaciares de las montañas sirven como un indicador del cambio climático, avanzando y retrocediendo con cambios a largo plazo en la temperatura y precipitación. Los glaciares del Karakórum están retrocediendo lentamente, al contrario que los del Himalaya, donde los glaciares pierden masa a una velocidad significativamente mayor. Muchos glaciares del Karakórum están cubiertos por una capa de cascajo que aísla el hielo del calor del Sol. Donde no hay esta cubierta, la tasa de retroceso es mayor.

### Edad de Hielo
En la última edad de hielo, una serie conectada de glaciares se extendía desde el Tíbet occidental hasta el Nanga Parbat, y desde la cuenca del Tarim hasta el distrito de Gilgit. Hacia el sur, el glaciar del Indo era el principal glaciar del valle, que fluía 120 kilómetros (74,6 mi) hacia abajo desde el macizo del Nanga Parbat hasta una elevación de 870 metros (2854,3 pies). En el norte, los glaciares del Karakórum se unieron a los de los montes Kunlun y descendieron hasta 2000 metros (6561,7 pies) en la cuenca del Tarim.
Mientras que los glaciares de valle actuales en el Karakórum alcanzan una longitud máxima de 76 kilómetros (47,2 mi), varias de las ramas de los glaciares de valle de la Edad de Hielo y los glaciares de valle principales, tenían longitudes de hasta 700 kilómetros (435 mi). Durante la Edad de Hielo, la línea de nieve del glaciar era aproximadamente 1300 metros (4265,1 pies) más baja que en la actualidad.

## Picos más altos

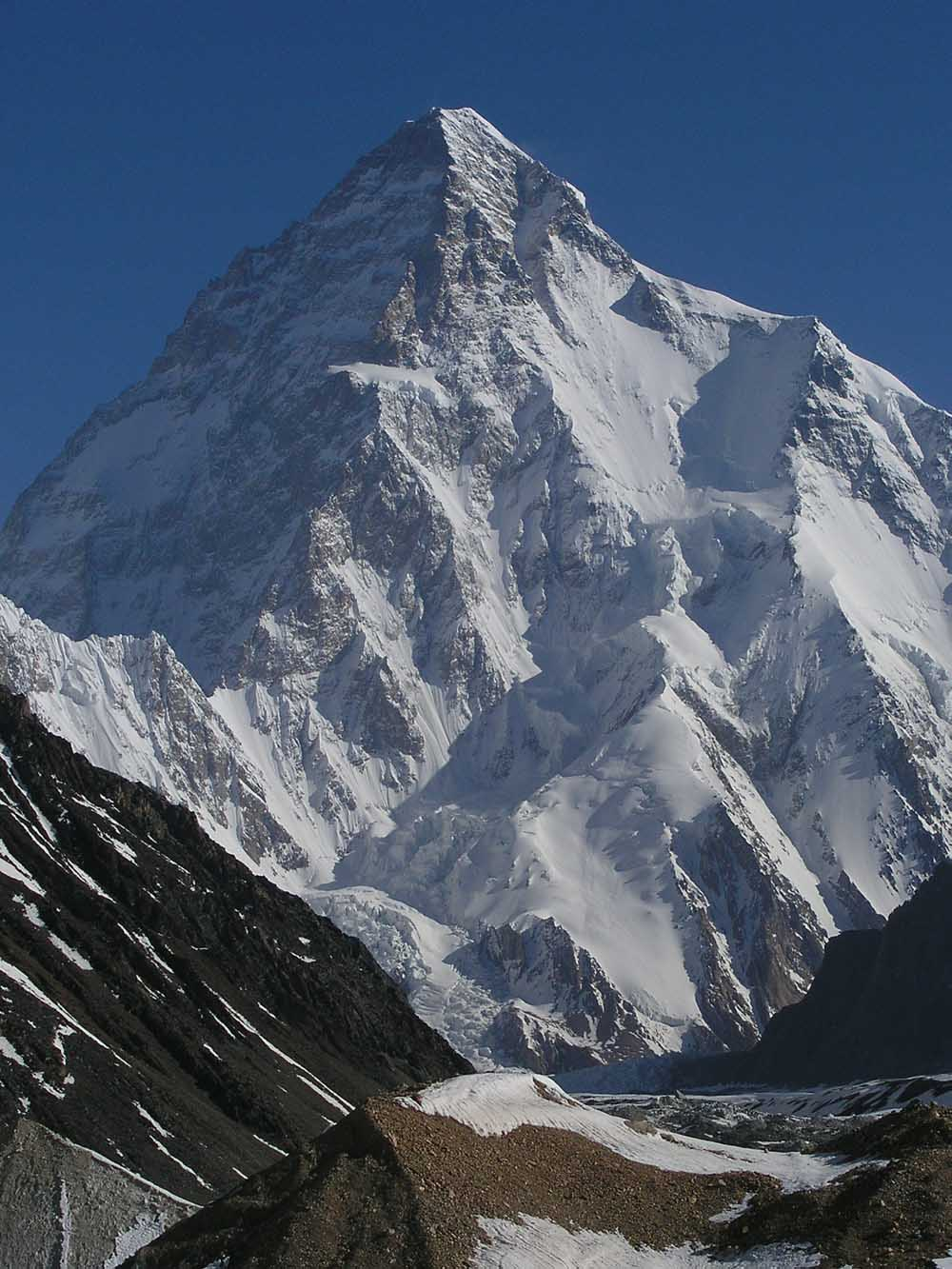
El K2 es el pico más alto del Karakórum, y el segundo del mundo.

Entre los picos más altos del Karakórum, se encuentran:
- K2 (8611 m s. n. m. / 28 251 pies)
- Nanga Parbat (8125 m s. n. m. / )
- Gasherbrum I (8068 m s. n. m. / 26 510 pies)
- Broad Peak (8047 m s. n. m. / 26 414 pies)
- Gasherbrum II (8035 m s. n. m. / 26 362 pies)
- Gasherbrum III (7952 m s. n. m. / 26 089 pies)
- Gasherbrum IV (7925 m s. n. m. / 26 001 pies)
- Distaghil Sar (7885 m s. n. m. / 25 869 pies)
- Khunyang Chhish (7,852 m s. n. m. / 25 761 pies)
- Masherbrum (7821 m s. n. m. / 25 659 pies)
- Batura Sar (7795 m s. n. m. / 25 574 pies)
- Rakaposhi (7788 m s. n. m. / 25 551 pies)
- Batura II (7,762 m s. n. m. / 25 466 pies)
- Kanjut Sar (7761 m s. n. m. / 25 460 pies)
- Saltoro Kangri (7742 m s. n. m. / 25 400 pies)
- Batura III (7729 m s. n. m. / 25 358 pies)
- Saser Kangri (7672 m s. n. m. / 25 171 pies)
- Chogolisa (7665 m s. n. m. / 25 148 pies)

## PicosK

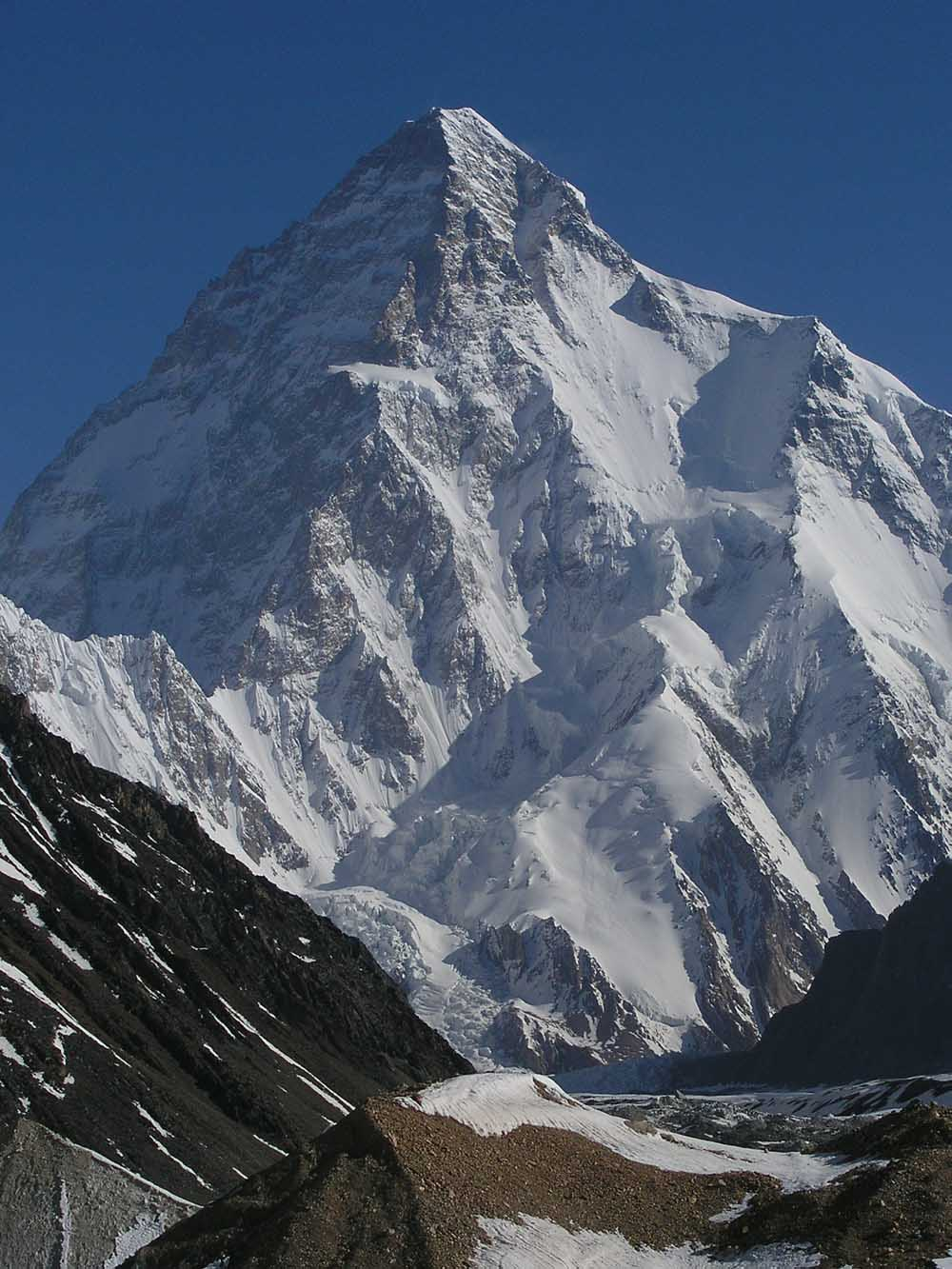
K2

| Picos K | Nombre internacional | Altura                               | Comentario                                   |
| ------- | -------------------- | ------------------------------------ | -------------------------------------------- |
| K1      | Masherbrum           | 7821 metros (25 659,4 pies)          | Bandera de Pakistán                          |
| K2      | K2                   | 8611 metros (28 251,3 pies)          | - en las nacientes del glaciar Godwin-Austen |
| K3      | Gasherbrum IV        | 7925 metros (26 000,7 pies)          | Bandera de Pakistán                          |
| K3a     | Gasherbrum III       | 7952 metros (26 089,2 pies)          | Bandera de Pakistán                          |
| K4      | Gasherbrum II        | 8034 metros (26 358,3 pies)          | -                                            |
| K5      | Gasherbrum I         | 8080 metros (26 509,2 pies)          | -                                            |
| K6      | Baltistan Peak       | 7282 metros (23 891,1 pies)          | Bandera de Pakistán                          |
| K7      | Gomgma Gangri        | 6934 metros (22 749,3 pies)          | en la cabecera del valle Charakusa           |
| K8      | Skilma Gangri        | 7422 metros (24 350,4 pies)          | en el flanco oeste del glaciar Siachen       |
| K9      | Gamba Gangri         | 7000 metros (22 965,9 pies) (approx) | near Trango Towers                           |
| K10     | Saltoro Kangri I     | 7742 metros (25 400,3 pies)          | -                                            |
| K11     | Saltoro Kangri II    | 7705 metros (25 278,9 pies)          | -                                            |
| K12     | Saitang peak         | 7428 metros (24 370,1 pies)          | - subsidiario del Saltoro Kangri             |
| K13     | Dansam Peak          | 6666 metros (21 870,1 pies)          | al sudoeste del Saltoro Kangri               |
| K22     | Saser Kangri I       | 7672 metros (25 170,6 pies)          | Bandera de la India                          |
| K25     | Pastan Kangri        | 6523 metros (21 400,9 pies)          | al sur del Saltoro Kangri                    |
| K35     | Mamostong Kangri     | 7516 metros (24 658,8 pies)          | Bandera de la India                          |

## Subcordilleras

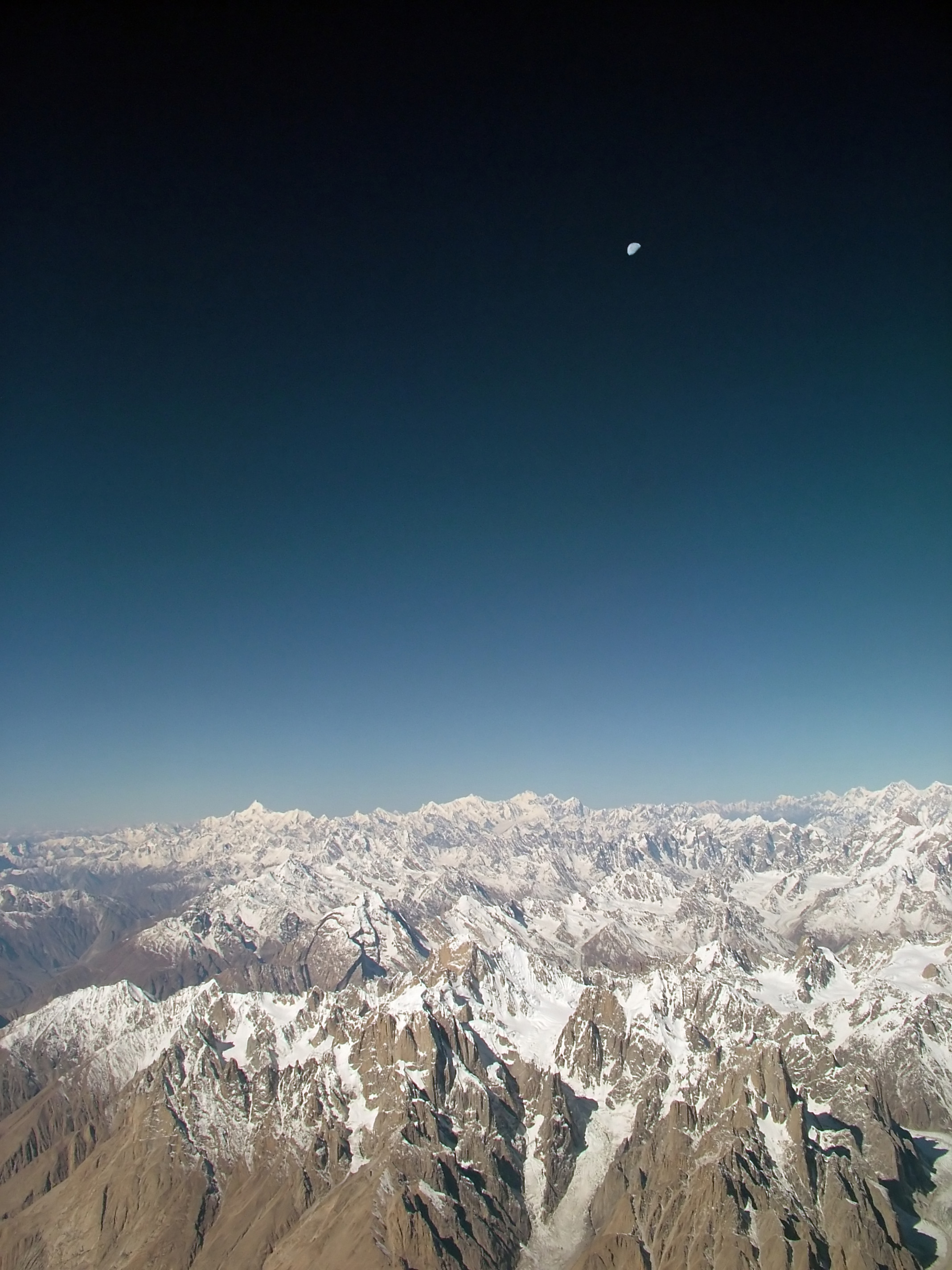
La Luna vista sobre la cordillera del Karakórum, en Pakistán.

El nombre y división de varias de las subcordilleras del Karakórum no están acordadas universalmente. Sin embargo, la siguiente es una lista de las subcordilleras más importantes según Jerzy Wala, montañista y cartógrafo polaco. Las cordilleras están enlistadas aproximadamente de oeste a este.
- Batura Muztagh
- Montañas Rakaposhi-Haramosh
- Montañas Spantik-Sosbun
- Hispar Muztagh
- Montañas del sur de Ghujerab
- Panmah Muztagh
- Montañas Wesm
- Montañas Masherbrum
- Baltoro Muztagh
- Montañas Saltoro
- Siachen Muztagh
- Rimo Muztagh
- Saser Muztagh

## Pasos de montaña
De oeste a este.
- Paso Karakoram
- Paso Kilik
- Paso Mintaka

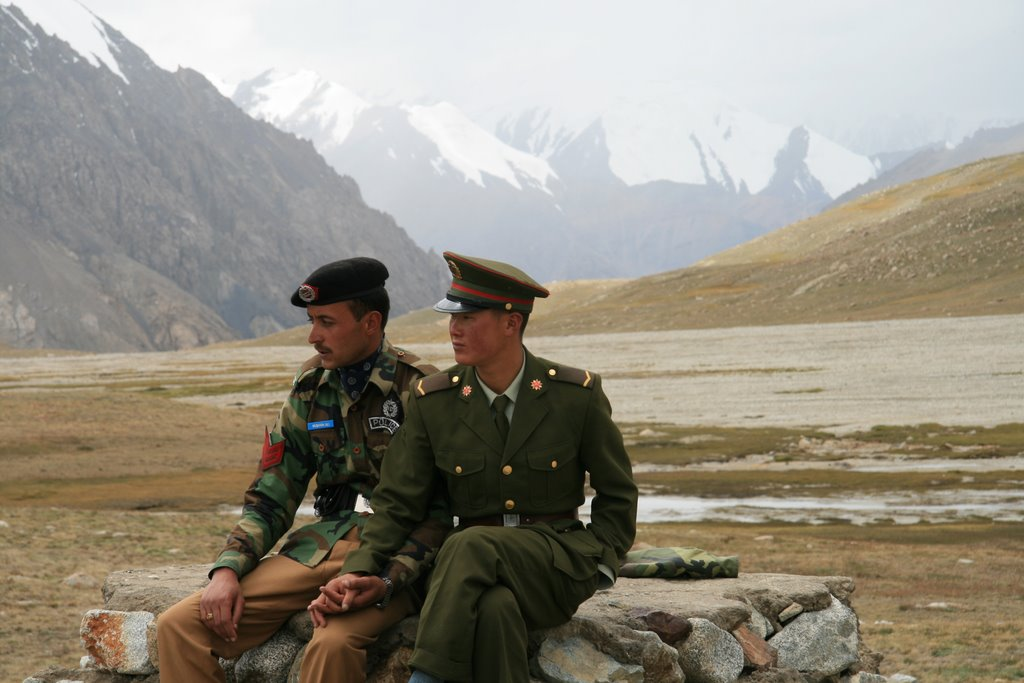
Guardias fronterizos chino y pakistaní en el paso de Khunjerab

- Paso de Khunjerab (la frontera internacional pavimentada más alta, por encima de los 4693 metros / 15 397 pies)
- Paso Shimsal
- Paso Muztagh
- Paso Saser
- Paso Naltar o Pakora.[19]

El paso Khunjerab es el único que se puede atravesar con vehículo a través de la cordillera. El paso Shimsal (que no cruza ninguna frontera internacional) es el único que todavía se usa con regularidad.

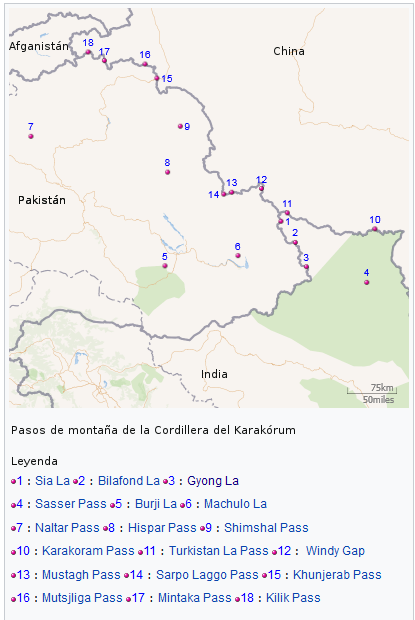
Mapa de los pasos de montaña de la Cordillera del Karakorúm, simplificado.